# Спарта Тауншип (округ Кроуфорд, Пенсільванія)
Спарта Тауншип (англ. Sparta Township) — селище (англ. township) в США, в окрузі Кроуфорд штату Пенсільванія. Населення — 1910 осіб (2020).

## Демографія
Згідно з переписом 2010 року, у селищі мешкали 1832 особи в 556 домогосподарствах у складі 432 родин. Було 636 помешкань
Расовий склад населення:
| - 98,1 % — білих - 0,5 % — корінних американців - 0,3 % — чорних або афроамериканців |

До двох чи більше рас належало 0,9 %. Частка іспаномовних становила 0,8 % від усіх жителів.
За віковим діапазоном населення розподілялося таким чином: 37,2 % — особи молодші 18 років, 53,0 % — особи у віці 18—64 років, 9,8 % — особи у віці 65 років та старші. Медіана віку мешканця становила 28,5 року. На 100 осіб жіночої статі у селищі припадало 102,7 чоловіків;  на 100 жінок у віці від 18 років та старших — 102,5 чоловіків також старших 18 років.
Середній дохід на одне домашнє господарство  становив 52 870 доларів США (медіана — 40 977), а середній дохід на одну сім'ю — 55 444 долари (медіана — 42 321). Медіана доходів становила 34 313 долари для чоловіків та 30 000 доларів для жінок. За межею бідності перебувало 23,1 % осіб, у тому числі 36,9 % дітей у віці до 18 років та 11,3 % осіб у віці 65 років та старших.
Цивільне працевлаштоване населення становило 632 особи. Основні галузі зайнятості: виробництво — 32,8 %, освіта, охорона здоров'я та соціальна допомога — 16,6 %, сільське господарство, лісництво, риболовля — 11,9 %, роздрібна торгівля — 11,7 %.